# Odżywianie się ptaków
Odżywianie się ptaków – zbiór zachowań związanych z pobieraniem, trawieniem i wydalaniem pożywienia przez ptaki.

## Odżywianie się roślinami
Najczęściej i najchętniej spożywanym przez ptaki pokarmem roślinnym są nasiona i owoce, najrzadziej zaś liście. Dzieje się tak dlatego, że nasiona są bogate w różne składniki odżywcze i łatwostrawne. W przeciwieństwie do innych części roślin, długo zachowują wartości odżywcze. Niektóre ptaki w trakcie ciężkich zim wykorzystując tę cechę, zagrzebując w śniegu nasiona i odgrzebują je, gdy tylko zechcą. Orzechówka popielata może zagrzebać w ciągu jednej zimy ponad 30 000 nasion. Ziarna zjada wiele drobnych ptaków śpiewających (np. szczygieł), ale większe (np. sójka) także się nimi odżywiają. Zazwyczaj ziarnojady mają krótki i mocny dziób, często żerują w stadach. 
Ponad 1500 gatunków ptaków zjada tylko lub głównie nektar i pyłek kwiatów. Zwykle żyją w strefie tropikalnej, ale są to także ptaki wędrowne, np. rudaczek północny. Wiele z nich występuje także w Australii, zapylając tam kwiaty (ornitochoria). W rejonach o klimacie umiarkowanym głównym pokarmem ptaków na jesieni i w zimie przez ptaki pokarmem są owoce. W strefach tropikalnych i subtropikalnych drzewa owocują cały rok, przez co ptaki mogą się nimi pożywiać cały rok. Zazwyczaj owoce połykane są w całości lub miażdżone.

## Odżywianie się zwierzętami

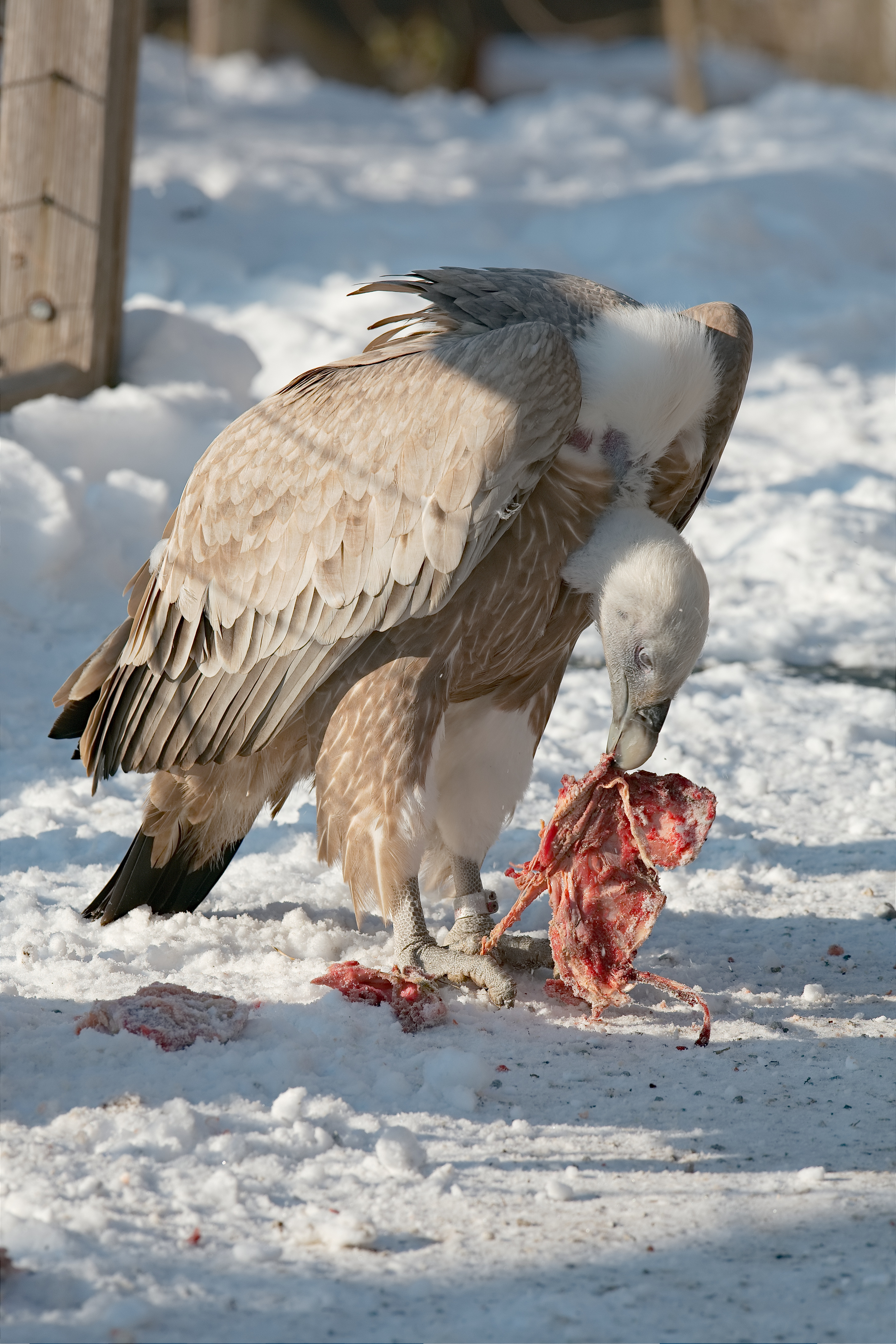
Pożywiający się sęp płowy; ZOO, Salzburg

Ponad 2/3 ptaków odżywia się zwierzętami. Szponiaste i sowy odżywiają się kręgowcami, głównie ssakami. Niektóre ptaki, jak np. czaple siwe zjadają także ryby. Poza tym pokarm zwierzęcy stanowią owady oraz mięczaki. Niektóre ptaki zjadają także padlinę.
Ptaki zjadające ryby można znaleźć we wszelkich środowiskach wodnych. Wiele z nich upatruje zdobycz w locie i atakuje ją z powietrza. Zimorodki i rybitwy zanim zaatakują zdobycz, zawisają w powietrzu. Ptaki nurkujące zwiększają swoją masę, np. kormoranom łatwo nasiąkają pióra, a pingwiny mają gęstą strukturę kości.
Wiele małych ptaków odżywia się owadami. Są to głównie ptaki wędrowne, gdyż w zimie brakuje owadów. Ptaki roślinożerne często je zjadają, jako bogate źródło białko. Większość ptaków owadożernych szuka pożywienia na liściach lub na ziemi. Owady są także ważnym składnikiem diety niektórych większych, np. pustułeczki i kobuza. Spożycie owadów przez niektóre małe ptaki się 100-200% masy ciała, a u piskląt 200-300%. Przykładowo 9 piskląt bogatki zjada codziennie około 770 gramów owadów.

### Wypluwki
Wypluwki są zlepkami niestrawionych resztek pokarmowych, np. kości, sierści, wymiotowanych przez ptaki. Najbardziej znane z wypluwek są sowy – połykają swoje ofiary w całości i słabo trawią, przez co ich wypluwki są bardzo dobrze zachowane. Określenie gatunku jest trudne, ale zwykle łatwo określić typ wypluwki, np. „mewa”. Niektóre małe, wszystkożerne ptaki także zwracają wypluwki, ale są dość podobne do odchodów i bardzo trudne do oznaczenia.

## Wszystkożerność
Bardzo dobrym przykładem wszystkożernego ptaka jest szpak. Zjada wszelki pokarm, jaki znajdzie, od nasion i larw owadów po ludzkie odpadki. Ta wszechstronność pomaga zrozumieć, dlaczego szpaki tak szybko rozszerzają swój zasięg w miejscach introdukcji. Wiele ptaków miejskich zachowuje się jak szpaki. Kaczki chętnie zjadają mieszankę nasion, roślin wodnych i małych nasion. Wśród ptaków lądowych do najpowszechniejszych wszystkożerców należą kuraki. Dobrym tego przykładem są kury domowe: wypuszczone z kurnika, zjadają nasiona, kwiaty, owady, ślimaki i dżdżownice.

## Trawienie

Układ pokarmowy kaczki krzyżówki; opis: 1 – przełyk, 2 – wole, 3 – żołądek gruczołowy, 4 – żołądek mięśniowy, 5 – jelito cienkie, 6 – jelito grube, 7 – kloaka

U większości gatunków ptaków układa pokarmowy jest jednakowy. Przed spożyciem nasiona są wyłuskiwane, a inne pokarmy rozczłonkowywane za pomocą dzioba, aby ułatwić połykanie. Wyjątkiem są gołębie, które nie wyłuskują nasion.
Po połknięciu z jamy gębowej pokarm wędruje przez gardło do przełyku, który zwykle rozszerza się w wole. Są one magazynem pokarmu i kiedy ptak zgłodnieje, opuszcza je on i wędruje dalej. Niekiedy, jak w przypadku gołębi, błona śluzowa wola pod wpływem prolaktyny zmienia się. Zaczyna produkować pożywną papkę (tzw. ptasie mleczko), niezwykle bogatą w tłuszcze i białko. Karmią nimi pisklęta kilka dni po wykluciu. W trakcie trawienia wole nie ma większego znaczenia. Wyjątkiem są hoacyny, które zaspokajając swoje potrzeby energetyczne zjadają liście i innych części roślin. Pokarm ten musi być dokładnie trawiony, więc ten proces zaczyna się już w wolu.
Kiedy pożywienie opuści już wole, trafia do przedniej części żołądka, tzn. żołądka gruczołowego. Tutaj miesza się ze śluzem, kwasem solnym i pepsyną, która rozkłada białka złożone na aminokwasy i białka proste. Dalej pokarm trafia do bardzo silnie umięśnionego żołądka mięśniowego. Grubość ścianki zależy od diety ptaka. Papugi zjadające głównie suche nasiona mają grube ścianki, a u ptaków zjadających nektar ścianki są cienkie. Często ptaki nasionożerne połykają drobne kamyczki, tzw. gastrolity, które pomagają mu rozcierać pożywienie. Zapobiegają także zbrylaniu się pokarmu, co mogłoby powodować zaparcia.
Ptasie jelita nie są tak rozwinięte jak ssacze. Trzustka jest jakby wciśnięta między pętle dwunastnicy, do której dochodzą również przewody żółciowe z wątroby. W trawieniu pokarmu przez ptaki enzymy, które wytwarza trzustka, są bardzo ważne, ponieważ biorą udział w chemicznym dzieleniu substancji odżywczych na składniki. Mogą być wtedy wchłonięte i wykorzystane przez organizm ptaka. Potem pokarm trafia do jelita ślepego, jest ono szczególnie dobrze rozwinięte u ptaków roślinożernych. Natomiast i papug jest słabo rozwinięte, a u innych grup ptaków, np. kolibrów są szczątkowe. Ostatnim odcinkiem przewodu pokarmowego jest jelito proste. Kończy się ono kloaką (stekiem), wpadają do niej tajże ujścia układu rozrodczego i wydalniczego. 
Nerki umieszczone z boku kręgosłupa i wciśnięte w zagłębienia kości krzyżowej. Ptasi mocz składa się głównie z kwasu moczowego, po krystalizacji jest on białym składnikiem ptasich odchodów. z wyjątkiem strusi ptaki nie mają pęcherza moczowego. Mocz stale spływa moczowodami do kloaki, gdzie następuje resorpcja wody, wskutek czego mocz jest silnie skoncentrowany i półpłynny. U niektórych gatunków ptaków odchody mogą się zmieniać, w zależności od aktywności albo fazy rozrodu, szczególnie u ptaków roślinożernych. Przykładowy skład odchodów gołębia miejskiego: 5% azotu, 2,25% fosforu, 2,7% wapnia oraz 30,8% związków organicznych
Ptasie odchody składają się z niestrawionych resztek pożywienia, które przeszły przez układ pokarmowy i zmieszały się z moczem. Mają konsystencję pasty, są koloru białego. Odchody wielu gatunków ptaków mają bezkształtną i półpłynną konsystencję, jednakże wiele gatunków ma odchody o charakterystycznym kształcie i zawartości. Często obecność odchodów wskazuje na miejsce odpoczynku lub gniazdowania ptaka.

## Przystosowania

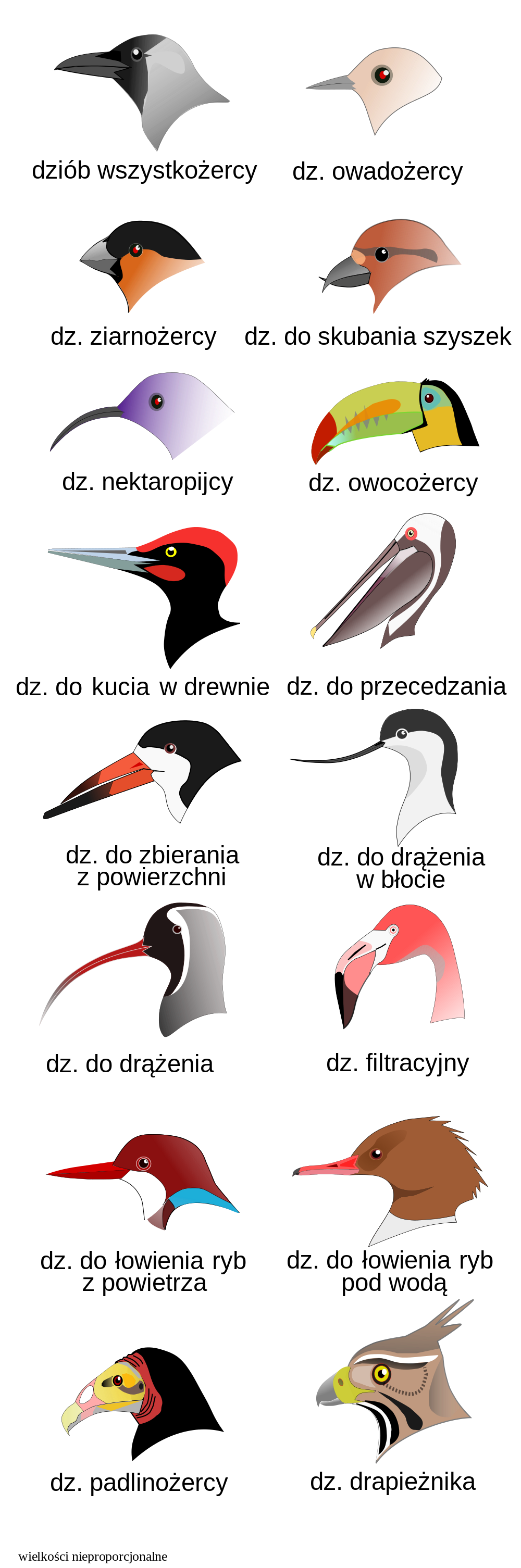
Różne rodzaje dziobów i ich zastosowania

### Nogi i stopy
U ptaków, podobnie jak w przypadku rąk u ludzi, istnieje podział na ptaki prawo- i lewonożne. Stosunek osobników prawo-do lewonożnych u papugowych jest taki sam, u pozostałych gatunków wynosi 1:3. Wiele ptaków chwyta pokarm łapami, a u szponiastych występują mocne szpony, służące do zabijania zdobyczy. U rybołowów podeszwy stóp mają szorstką powierzchnię, uniemożliwiającą wyślizgnięcie się rybom.

### Dzioby
Rodzaj spożywanego pokarmu zależny jest od budowy dzioba. Małe, cienkie i słabe dzioby (np. świstunek) przystosowane są do zjadania owadów łapanych w locie lub zbieranych z liści; ostatecznie mogą służyć do zjadania jagód. Ptaki z takim dziobem muszą migrować, gdyż w zimie nie mogłyby pobierać pokarmu. Na zimę zostają ptaki z krótkim i mocnym dziobem, dzięki któremu mogą miażdżyć wszelkie nasiona – w zimie są one jedynym szeroko dostępnym pokarmem. Niektóre ptaki, np. kowaliki zwyczajne mają wszechstronny dziób, przystosowany do pobierania obu rodzajów ww. pokarmu. Najmniej wyspecjalizowane dzioby z europejskich gatunków ptaków mają krukowate (w Polsce: sójka, kruk, kawka, sroka, wrona siwa i czarnowron). Mogą zjadać wszelkie rodzaje pokarmu, od jaj i piskląt aż po padlinę i śmieci. Dzioby ptaków wszystkożernych mają prosty, symetryczny i proporcjonalny kształt. Pisklęce dzioby są opatrzone wzorami, aby ułatwić rodzicom karmienie.
Niektóre gatunki ptaków mają wysoce wyspecjalizowane dzioby. Siewkowate posiadają długi i cienki dziób, przystosowany do wybierania pokarmu z błota. Większość gatunków gniazduje w arktycznej tundrze, gdzie z powodu krótkiego lata występuje wieczna zmarzlina. Obszar występowania tych gatunków jest więc stale zalany, przez co obfituje w różne gatunki owadów i skorupiaków. Bocian biały długim dziobem poluje na zwierzęta (wbrew przesądom nie tylko żaby) zamieszkujące podmokłe łąki. W zimie preferowany pokarm jest dla niego nieosiągalny. Nieliczne bociany białe, które nie mogły z jakiegoś powodu odlecieć, muszą być karmione przez człowieka. Czaple także posiadają długie dzioby, ale polują na ryby. Zimą wystarczy im jedynie mały fragment płytkiej, niezamarzniętej wody, gdzie mogą polować. Wysoce wyspecjalizowany jest także dziób krzyżodziobów, przystosowany do wyłuskiwania nasion z szyszek.

## Wykorzystywanie przedmiotów
Niewiele ptaków używa przedmiotów do zdobywania pokarmu i zazwyczaj jest to pokarm zwierzęcy. Najbardziej znanym przykładem jest kłowacz kaktusowy, który używa cierni kaktusa do wydłubywania owadów ze szczelin drzew. Ścierwnik biały używa kamieni do rozbijania muszli ostryg lub ptasich jaj, a drozd śpiewak uderza ślimakami o kamień, aby roztrzaskać skorupkę. Czaple zielone łowiąc ryby wrzucają do wody przynęty w postaci dżdżownic, owadów albo piórek.
Dawniej sądzono, że zdolność wykorzystywania przedmiotów jest cechą wrodzoną. Obecnie panuje pogląd, że ptaki uczą się tych czynności. Zięby Darwina żerujące na ziemi i trzymane w niewoli razem z kłowaczami kaktusowymi, nauczyły się, jak za pomocą kolców kaktusa wydłubywać larwy z pęknięć w korze drzew. Rozbijanie muszli kamieniami przez ścierwniki także wydaje się być cechą wyuczoną.

## Przenoszenie pożywienia
Nie zawsze ptaki mają możliwość zjedzenia zdobyczy tam, gdzie ją złapały. Niekiedy muszą je gdzieś przenieść, aby zjeść je wygodniej i bezpieczniej lub nakarmić pisklęta. Robią to w bardzo różny sposób. Maskonury przyciskają językiem do podniebienia ryby, tuż obok siebie (rekordowo było ich 62). Niektóre gatunki, np. kormorany umieszczają je w wolu. Jeszcze innym sposobem jest umieszczenie zdobyczy (w tym przypadku ryby) w worku, co jest właściwe pelikanom. Ptaki szponiaste po prostu trzymają ją w szponach. U ziarnojadów w okresie lęgowym wykształcają się kieszenie skórne, podobnie jak u chomików.

## Dokarmianie ptaków

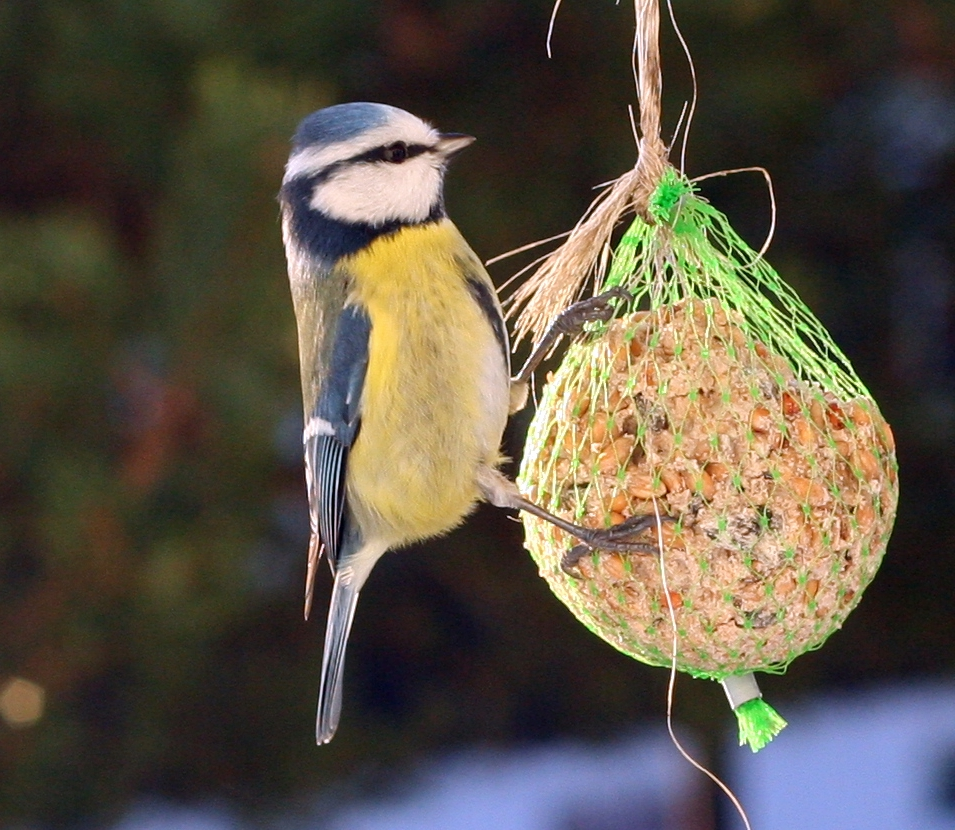
Modraszka na kuli tłuszczowo-nasiennej

Zdania na temat dokarmiania ptaków są podzielone. Niektórzy uważają, że to dobrze, inni, że dokarmianie zaburza naturalną kolej rzeczy. Nie wolno ptakom podawać pokarmów zepsutych albo solonych. Nie wolno także przerywać dokarmiania, gdyż ptaki, przyzwyczajone, że w tym miejscu zawsze znajdą jedzenie, nie będą szukały pożywienia gdzie indziej, co może skutkować śmiercią głodową (nawet po kilku godzinach głodowania).
Dokarmianie można zacząć już na początku października, żeby ptaki przyzwyczaiły się do tego miejsca. Zakończyć je należy pod koniec kwietnia, ponieważ w trakcie przedwiośnia trudno jest im znaleźć pożywienie: zapasy starego się skończyły, nowe jeszcze nie wyrosło. Nie wolno natomiast ptaków dokarmiać późną wiosną i latem, ponieważ muszą wtedy karmić pisklęta wysokobiałkowym pokarmem i nie mogą być uzależnione od jedzenia z karmnika.

### Karmnik
Karmnik dla ziarnojadów można zbudować na wiele sposobów. Najważniejsze, aby: 
- karma nie była rozwiewana przez wiatr albo zasypywana śniegiem,
- ptaki miały zapewniony bezpieczny dolot i ucieczkę,
- konstrukcja karmnika pozwalała na łatwe czyszczenie.

Jednym z wielu rodzajów karmników jest karmnik automatyczny. Nie trzeba często dosypywać karmy i prawie nie może ona zamoknąć. Taki karmnik zbudować można z odwróconej, plastikowej butelki albo, po modyfikacjach, z budki lęgowej. W przypadku butelki po zakończeniu dokarmiania można z niej zrobić poidełko. W zależności od wielkości szczeliny w karmniku automatycznym należy dobrać odpowiedni rodzaj karmy. Nie powinna ona wysypywać się ani w nadmiarze, ani za mało.
Dobry karmnik niekoniecznie musi być ładny, ważne, żeby był funkcjonalny. Nie może mieć żadnych świecidełek, ruchomych elementów i zbędnych ozdób, bo zamiast przyciągać ptaki będzie je odstraszał. Daszek nie może być wiklinowy ani z samej słomy, ponieważ karma zamoknie.
Kurakom można pomóc stawiając im na polu (i regularnie dawać karmę) prosty, naziemny karmnik zbudowany z dwóch kołków i dwóch desek (deski na daszek i tylną ścianę, kołki na podpórkę). Najlepiej postawić go blisko krzewów, aby uchronić ptaki przed atakami drapieżników. Jednakże nie wolno stawiać karmnika bezpośrednio w krzewach, gdyż zaskoczone przybyciem drapieżnika ptaki nie miałyby gdzie uciekać. Ziemia pod daszkiem powinna być wyrównana i wyczyszczona. Z takiego karmnika chętnie skorzystają także inne ptaki żerujące na ziemi, np. trznadel.

### Czym dokarmiać

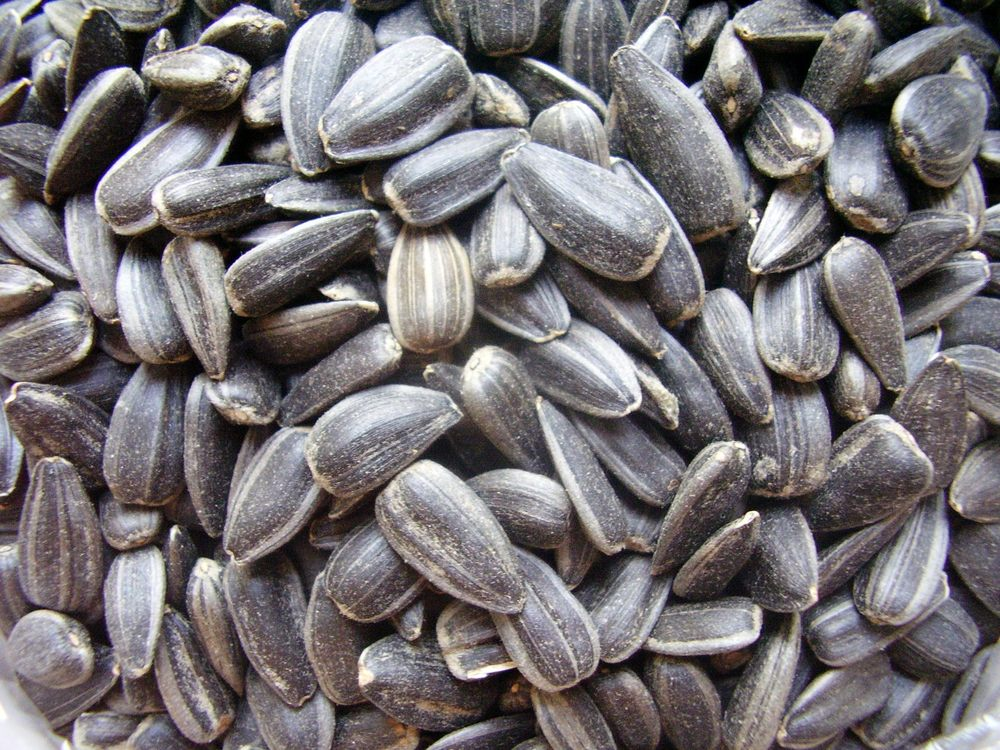
Ptaki bardzo lubią nasiona słonecznika

Najczęściej w karmnikach spotyka się nasiona słonecznika. Jednakże ich twarde łupinki uniemożliwiają ptakom o słabych dziobach, np. czyżom i gilom, dostanie się do zawartości. Muszą więc one zjadać to, co wypadło ptakom mogącym sobie poradzić ze słonecznikiem, np. grubodziobom. Jeżeli nie chcemy kupować słonecznika łuskanego, który jest ponad dwukrotnie droższy od tego w łupinkach, przed wysypaniem do karmnika rozkruszmy go lekko tłuczkiem.
W wyspecjalizowanych sklepach z artykułami dla zwierząt można kupić mieszanki dla ptaków. W bardzo często odwiedzanych przez ptaki karmnikach rocznie ptaki mogą zjeść nawet kilkadziesiąt kilogramów karmy. Wolno ptakom podawać czerstwy chleb pokrojony w kosteczkę, ale nie wolno podawać spleśniałego albo zzieleniałych wędlin. Nie można także podawać nic solonego – sól zwiększa pragnienie (a zimą ptaki właściwie nie mają gdzie się napić) i psuje ptakom nerki, przez co umierają. W trakcie trwania ujemnych temperatur soczyste owoce mogą zamarznąć i pokaleczyć ptakom przełyk. Ptakom nie wolno podawać też: czarnego chleba, resztek ciast, stęchłego ziarna, zepsutych kasz oraz zjełczałych tłuszczów i słoniny.